# Patricia Caicedo
Patricia Caicedo   (Ibagué, 1969) és una soprano i musicòloga colombiana i espanyola especialitzada en el estudi i la interpretació del repertori de cançó de càmera ibèrica i llatinoamericana  i espanyola en castellà, català, portuguès i llengües indígenes. També és metgessa de formació.

## Biografia
Nascuda a la ciutat colombiana d'Ibagué, Patricia Caicedo va començar estudiar música en la seva infantesa al Conservatori de música del Tolima. Va començar a cantar en la seva adolescència, inicialment cantant música folklòrica Llatinoamericana. En 1992, després de completar la carrera de medicina a la Escuela Colombiana de Medicina, va iniciar estudis de veu al Conservatori del Tolima i més tard a Barcelona i Nova York. Va estudiar amb Rocio Rios, Alfredo Kraus, Maya Maiska, i Gilberto Escobar.
En 1993 va debutar professionalment en el Festival Internacional de Música Clàssica, acompanyada per Orquestra Simfònica del Tolima. Va actuar com a solista en el Stabat Mater de Juan Crisóstomo Arriaga, el Stabat Mater de Pergolesi i el Requiem de Faure, a més d'iniciar la seva activitat com recitalista. En el mateix any obté el primer premi en el Concurs Nacional del Bambuco i en el Colon d'Or. En 1998 estigui nomenada més solista clàssica a Colòmbia per Sony Música. A partir de llavors Patricia va oferir recitals a Europa, els Estats Units i Amèrica Llatina, promovent el repertori ibèric i llatinoamericà.
Patricia Caicedo es va especialitzar en el repertori vocal ibèric i llatinoamericà en espanyol, català, portuguès i llengües indígenes. En aquesta àrea ha publicat once llibres. a enregistrat fins ara onze àlbums dedicats a la cançó artística llatinoamericana i ibèrica a espanyol, català i portuguès. És convidada freqüent a fer classes magistrals, conferències i recitals en universitats dels Estats Units i Europa. En 2013 va obtenir un PhD en musicologia a la Universitat Complutense de Madrid. El títol del seu tésis doctoral el La Cançó artística llatinoamericana : Identitat Nacional, Performance practice i els Mons d'Art. 
El 2005, va crear el Barcelona Festival of Song, curs d'estiu i cicle de concerts anual dedicats a l'estudi de la història i interpretació del repertori vocal llatinoamericà i ibèric que el 2020 arriba a la setzena edició.
El 2008, Caicedo va ser inclosa a Who's Who in America. Publicat per Marquis, Who's Who és la publicació de referència biogràfica per a les persones destacades als Estats Units i el món. La seva inclusió representa un tribut a la seva disciplina i la seva tasca en la promoció i preservació de la música clàssica llatinoamericana i ibèrica. El 2010 Patricia va ser inclosa a Who's Who in American Women i Who in the World.
El 2014, va crear EYECatalunya, plataforma interactiva per a la promoció internacional dels creadors catalans.
El 2020 va ser triada com a membre del Comitè executiu de l'International Music Council, institució creada per UNESCO el 1949 que té com a missió facilitar l'accés de la música per a tothom. El mateix any va participar com una de les conferenciants convidades a EUROVOX, el congrés de l'Associació Europea de professors de cant. A l'agost de 2020 va ser triada per la National Association of Teachers of Singing (NATS) dels Estats Units la va triar com a artista destacat a l'àrea de la diversitat.
El 2021, l’Ambaixada de Colòmbia la va reconèixer com una de les deu persones colombianes destacades a Espanya.
El 2022, va ser durant sis mesos investigadora visitant a l’Iberian and Latin American Music Center de la University of California, Riverside. El mateix any va ser convidada a impartir classes magistrals i conferències en nombroses universitats dels Estats Units, entre les quals Montclair University, George Mason University, Cal Poly, New York University, University of North Carolina School of the Arts i University of California, Irvine.Va presentar una classe magistral sobre cançó artística llatinoamericana i ibèrica al Congrés Internacional de Professors de Cant a Viena i una conferència sobre musicologia digital a la Reunió Anual de la Societat Musicològica Americana a Nova Orleans.
El 2023, Caicedo va rebre invitacions com a artista i acadèmica resident en institucions prestigioses, incloent-hi Vanderbilt University, Eastman School of Music,[34] Bucknell University, Texas State University, Montclair University, Boston Conservatory, Berklee School of Music, Goshen College, l’School of Medicine de la University of Rochester i la University of Toronto, on va ostentar el distingit títol de Visitant John Stratton en Música 2023. Aquest honor, creat en memòria del reconegut col·leccionista de música vocal i enregistraments històrics, John R. Stratton, té com a objectiu portar especialistes eminents en veu, òpera i piano col·laboratiu a la Facultat de Música.
Alhora, la seva trajectòria va rebre un reconeixement més gran quan un article destacat sobre la seva feina va aparèixer al número d’octubre de 2023 de la prestigiosa revista Classical Singer. El mateix any, va ser ponent principal a Ritmo Budapest i va oferir conferències en institucions de renom com la University of Vienna i el Trinity College of Music.
És creadora i presentadora de Resonances: Where Music, Health, and Identity Meet, un pòdcast que reflecteix la seva formació com a metgessa, musicòloga i cantant. El 2025 va passar a ser copresentadora dels pòdcasts de LA Opera Detrás del Telón (en espanyol) i Behind the Curtain (en anglès).
Des de 1998 viu a Barcelona, Espanya, i té doble ciutadania, colombiana i espanyola.

## Publicacions

### Llibres
- Caicedo, Patricia. Twenty-Four Songs and Arias in Spanish. From the XV to the XXI Centuries: Barcelona: Mundo Arts Publications, 2024.[45][46]
- Latin American and Iberian Art Songs by Women Composers: Barcelona: Mundo Arts Publications, 2020[47]
- The Catalan Art Song: Signat l'amic del cor, a song cycle by Nicolás Gutiérrez: Barcelona: Mundo Arts Publications, 2020.
- Spanish Diction for Singers: A Practical Guide for the Pronunciation of the Peninsular and American Spanish. Barcelona: Mundo Arts Publications, 2020.[48][49]
- The Latin American Art Song: Sounds of imagined nations. Maryland: Lexington Press, 2018[50]
- Los sonidos de las naciones imaginadas: la canción artística latinoamericana en el contexto del nacionalismo Musical. Barcelona: Mundo Arts Publications y Fundación Autor, 2018.[51]
- La Canción artística latinoamericana: Antología Crítica y guía interpretativa para Cantantes. Barcelona: Tritó, 2005.[52][53]
- The Argentinian Art Song: Irma Urteaga, Complete songs for voice and piano, Barcelona: Mundo Arts Publications, 2018.[54]
- La Canción de artística colombiana: Jaime León, análisis y compilación de su obras para voz y piano. Nova York: Mundo Arts Publications, 2009.[55]
- La Canción de artística boliviana: Alquimia, Cicle de Cançó per Agustín Fernández. Barcelona: Mundo Arts Publications, Nova York, MA003, 2012.
- El Barcelona Festival of Song: construyendo una narrativa para la canción Ibérica y latinoamericana. Barcelona: Mundo Arts Publications, MA004, 2014.[56]

## Enregistraments
Els seus enregistraments inclouen:
- Signat l'amic del cor. Barcelona: Mundo Arts Records, 2020.[57][58]
- Más que nunca: Colombian Art Songs by Jaime León. Barcelona: Mundo Arts Records, 2019.[59][60]

- Miraba la noche el alma: Art Songs by Latin American and Catalan Women Composers. Barcelona: Mundo Arts Records, 2016.[61][62]
- Amb veu de dona: Catalan Art Songs by Women Composers. Barcelona: Mundo Arts Records, 2016.[63][64]
- De Catalunya vinc… Catalan Art Songs of the XX & XXI Centuries. Barcelona: Mundo Arts Records, 2015.[65]
- Jaime Leon: Aves y Ensueños (Cançons d'Art colombià). Barcelona: Mundo Arts Records, 2011.
- Estrela É Lúa Nova - un Viaje por América Latina y España. Barcelona: Mundo Arts Records, 2011.
- De Mi Corazón Latino- Cançons llatines de tots els temps. Barcelona: Mundo Arts Records, 2010.[66]
- Un mi ciudad nativa - Cançons d'Art de Llatinoamèrica Vol. 2. Barcelona: Mundo Arts Records, 2005.[67]
- Lied: Cançons d'art de Llatinoamèrica, 2001. Barcelona: Edicions Albert Moraleda, 2001.[68]